# Università Domuni
L'Università Domuni (in latino Domuni Universitas) è un istituto privato di istruzione superiore, completamente a distanza, fondato e amministrato dall'Ordine dei frati predicatori. L'istituto internazionale, comprende tre facoltà: filosofia, teologia e scienze sociali.
Sebbene la sede si trovi a Tolosa, l'università comprende diversi uffici.
Il corpo insegnanti è costituito da 250 professori, di cui l'80% sono dei domenicani. Creata originariamente in lingua francese, l'università ha in seguito aperto una sezione in spagnolo nel 2012, in inglese nel 2013, in italiano nel 2017 e propone inoltre dei corsi in arabo dal 2014. Più di 40 nazionalità sono rappresentate tra i 2000 studenti iscritti.

## Storia
L'Università Domuni è stata fondata nel 1999 dai preti domenicani di Tolosa e Francia. Il progetto è stato avviato dal fratello domenicano Michel Van Aerde. Egli, dopo essere stato direttore del Centro Bartolomé de Las Casas in Perù per 5 anni, si accorge di quanto la reta possa interessare anche le comunità più isolate. Intuendo il potenziale del web come mezzo per trasmettere il ricco patrimonio intellettuale domenicano, nasce quindi il progetto di creare la prima università domenicana interamente online, di cui è oggi direttore generale.
Nel 1999, viene creata Domuni come associazione (loi 1901). Marie Monnet diventa socia del progetto nel 2006 e poi direttrice didattica nel 2008. L'istituto è dichiarato istituto privato di istruzione superiore presso il Rettorato di Tolosa.
Nel dicembre 2010, viene firmato un accordo tra Domuni e l'Angelicum Pontificia Università San Tommaso D'Aquino di Roma, che permetterà alla prima di proporre diplomi canonici in Scienze Religiose. Una convenzione con l'Università di Lorraine, il 25 Aprile 2013, e poi ancora con l'Università Cattolica di Louvain (UCLouvain), il 1 giugno 2017, permetteranno di proporre licenze e master di stato in teologia secondo gli standard europei indotti dalla riforma di Bologna (LMD).
Nel 2012, l'università ha aperto a livello internazionale con l'inaugurazione di una sezione di lingua spagnola poi di lingua inglese dal 15 ottobre 2013, di lingua italiana dal 2017.

## Organizzazione degli studi

### La piattaforma Moodle
La didattica a Domuni viene svolta interamente online attraverso la piattaforma d'insegnamento online Moodle. Questo dispositivo permette di raggiungere un pubblico su larga scala, anche quegli studenti provenienti da zone geografiche isolate da centri universitari (150 studenti di origine africana nel 2014).
L'offerta formativa comprende: 
- Contenuti freddi (corsi scaricabili in pdf)
- Contenuti caldi (seminari online,[12] o forum tra gli studenti, contatto con i professori)
- Ogni semestre deve essere superato attraverso un esame sorvegliato, organizzato in uno dei centri d’esame approvati dai domenicani, situati nella zona geografica di ogni studente[13].

Per preparare i loro esami, gli studenti hanno accesso, oltre alle risorse online dell'università, alle biblioteche domenicane nel mondo. Insegnanti e studenti possono incontrarsi nelle università estive organizzate dal 2009 da Domuni (Angers, Parigi, Bretagna), sessioni (Scuola biblica e archeologica francese, Gerusalemme 2017) o conferenze universitarie (Salamanca nel 2014, Parigi La Sorbonne nel 2016 e 2017).

### Corsi e ammissione
Le iscrizioni e le sessioni d’esame non sono determinati da un calendario scolastico, ma, dall’organizzazione di ciascuno studente. Il corso può essere avviato durante l'anno e la sua durata può essere adattata ai vincoli individuali. I corsi, in 4 lingue (francese, inglese, spagnolo, italiano), possono essere seguiti da tutti gli studenti, anche se non si tratta della loro lingua materna.

### Pedagogia personalizzata
I professori/ricercatori dell'università hanno sviluppato una competenza approfondita sull'insegnamento a distanza, anche attraverso numerosi articoli e programmi TV e radio.

## Insegnamento e ricerca

### Formazione
Domuni propone corsi di laurea (diplomi di stato) in teologia, filosofia e scienze sociali. L'istituzione offre anche la possibilità di frequentare singoli corsi a scelta 800 corsi individuali (scaricabili in .pdf).

### Casa editrice
L'università ha creato nel 2012 Domuni-Press, casa editrice accademica, che pubblica i lavori dei ricercatori in cinque collezioni (Bibbia, Teologia, Storia, Spiritualità, Società). Domuni-Press ha firmato il 25 ottobre 2013 un accordo di coedizione con la casa editrice universitaria dell'Istituto Cattolico di Tolosa per alcune delle sue opere.

### Rivista
I frutti della ricerca universitaria vengono pubblicati due volte l'anno nella rivista Telos, che è gratuitamente accessibile online.

### Collaborazioni
Domuni è partner di numerosi centri di ricerca e cooperazioni internazionali, tra i quali Istituto Cattolico di Tolosa, Università Santo Tomas (Bogotà), la Lumen Vitae (Bruxelles). In relazione anche con l'Angelicum di Roma, l'Università de Lorraine in Francia e l'università cattolica di Louvain in Belgio, con le quali una convezione stabilisce il riconoscimento reciproco dei crediti scolastici (ECTS) e dei diplomi. Domuni Universitas è anche presentata sul sito web domenicano delle università studium.om.